# Adoretus cachecticus
Adoretus cachecticus är en skalbaggsart som beskrevs av Ohaus 1913. Adoretus cachecticus ingår i släktet Adoretus och familjen Rutelidae. Inga underarter finns listade i Catalogue of Life.